# Сидонская крепость
Сидонская крепость (араб. قلعة صيدا‎) — руины средневековых укреплений Сидона (ныне в Ливане), некогда защищавших городской порт.

## История
Город Сидон находится на средиземноморском побережье Ливана. В Древней Финикии имел большое религиозное, политическое и коммерческое значение. Существующие укрепления воздвигнуты в XIII веке крестоносцами как крепость на небольшом острове, связанном с материком узким длиной 80 м перешейком. Остров был ранее местом расположения храма Мелькарта (финикийской версии Геркулеса).
Крепость была сильно разрушена мамлюками, когда они взяли город у крестоносцев, но они впоследствии перестроили его и добавили длинную дамбу. Замок позже перестал использоваться, но был снова восстановлен в XVII веке эмиром Фахр ад-Дином II, отстроившим заново наиболее пострадавшие части.
Существует возможность того, что на острове, где был построен замок, ранее находился дворец финикийского царя и несколько других финикийских архитектурных памятников, которые были уничтожены Асархаддоном и затем землетрясениями. Этот остров также служил в качестве внутреннего укрытия при нападениях на город. Большой Сидон, маленький Сидон, мощные крепости, пастбища, башни и укрепления упомянуты в записях ассирийского царя Синаххериба, напавшего на Сидон и близлежащие города.

## Описание
Сегодня замок состоит в основном из двух башен, соединённых стеной. В наружных стенах римские колонны были использованы в качестве горизонтального подкрепления, элемент часто встречающийся в укреплениях, построенные на территории или вблизи бывших римских поселений. Прямоугольная западная башня, слева от входа, наиболее лучше сохранившаяся из двух. В ней есть большой сводчатый зал с кусками старых резных капителей и ржавыми пушечными ядрами. Винтовая лестница ведет на крышу, где находится небольшая, куполообразная мечеть времен Османской империи. С крыши открывается отличный вид на старый город и рыбацкую гавань. Восточная башня не так хорошо сохранилась и была построена в два этапа; нижняя часть датируется периодом крестоносцев, в то время как верхний уровень был построен мамлюками. Здесь также есть артефакты старого финикийского города, затопленного морем в районе прилегающем к замку, сооружения стен, колонн, лестниц, остатки зданий, статуи и башни.

## Галерея

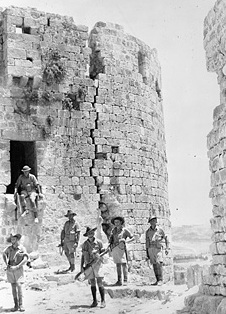
Австралийские войска среди руин Сидонского Морского Замка, 1941
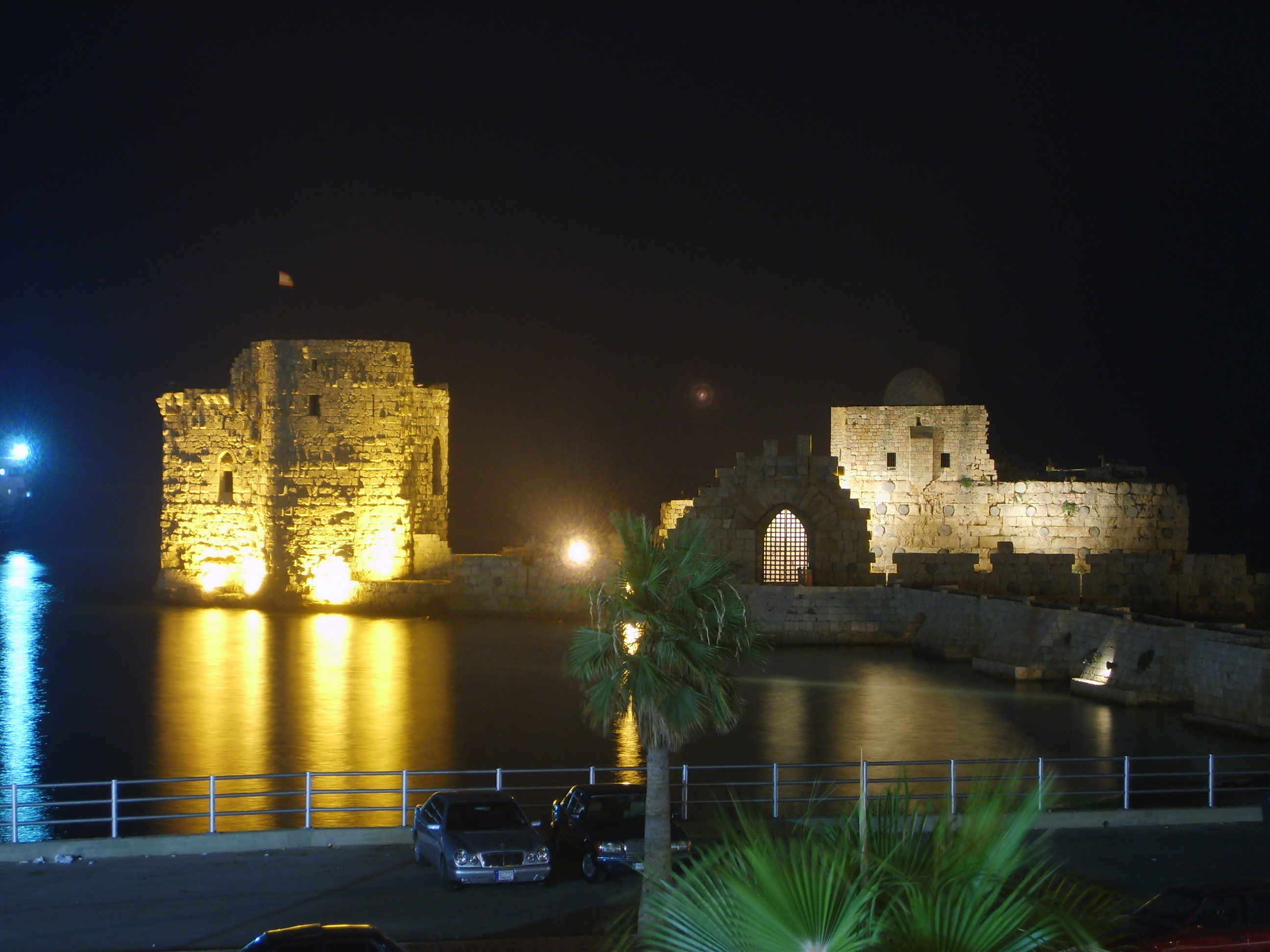
Сидонский замок ночью
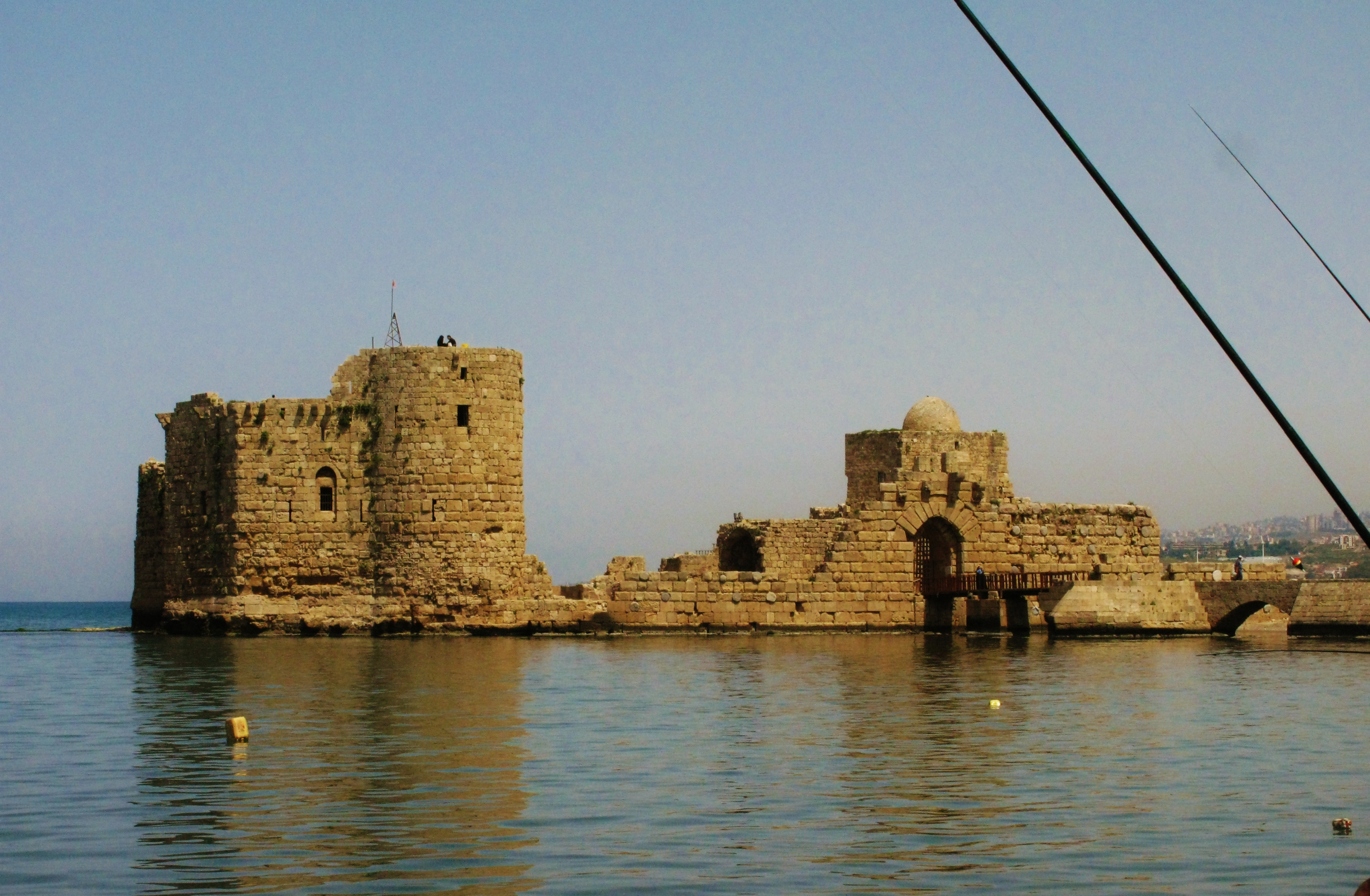
Сидонский замок
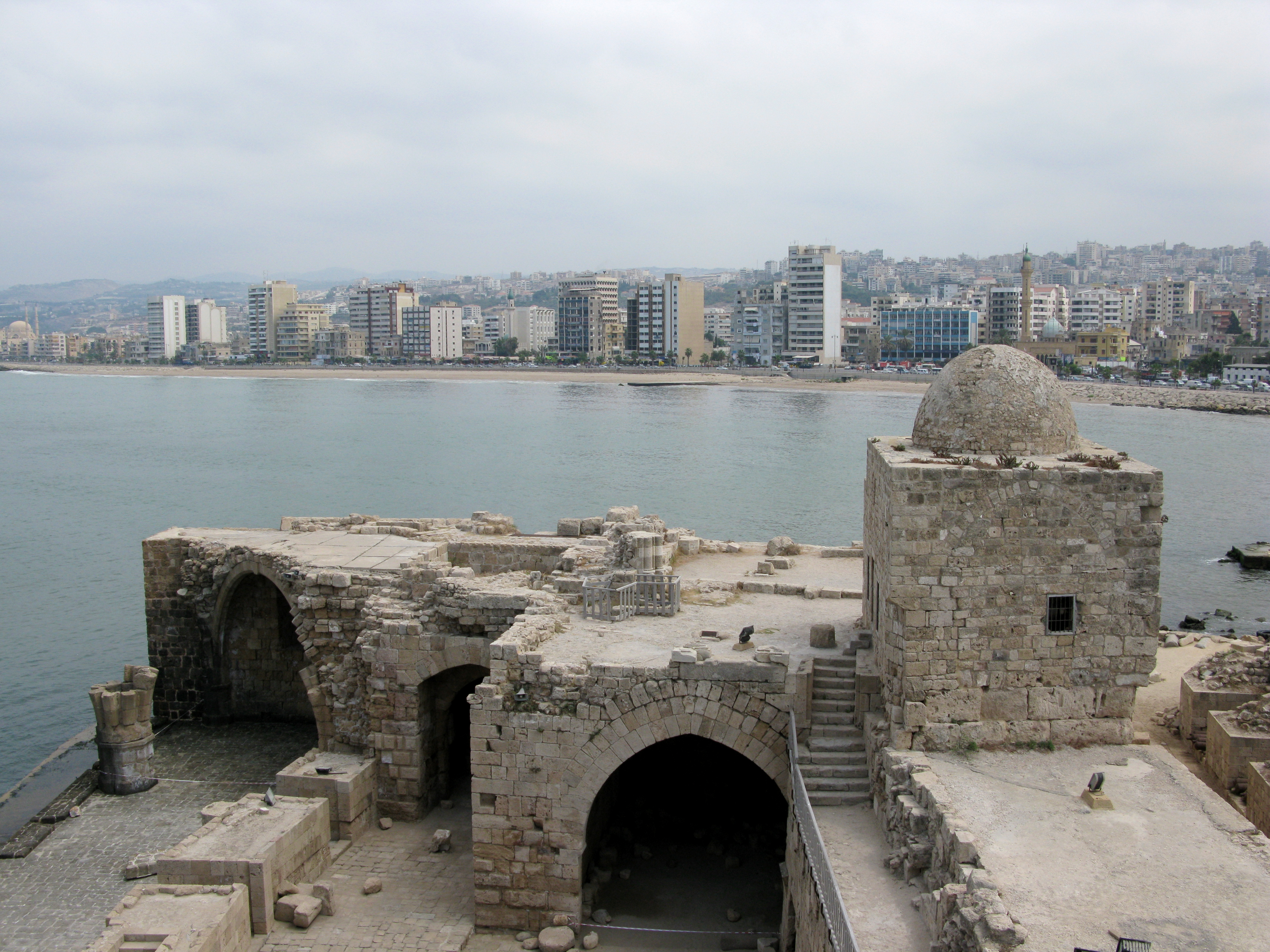
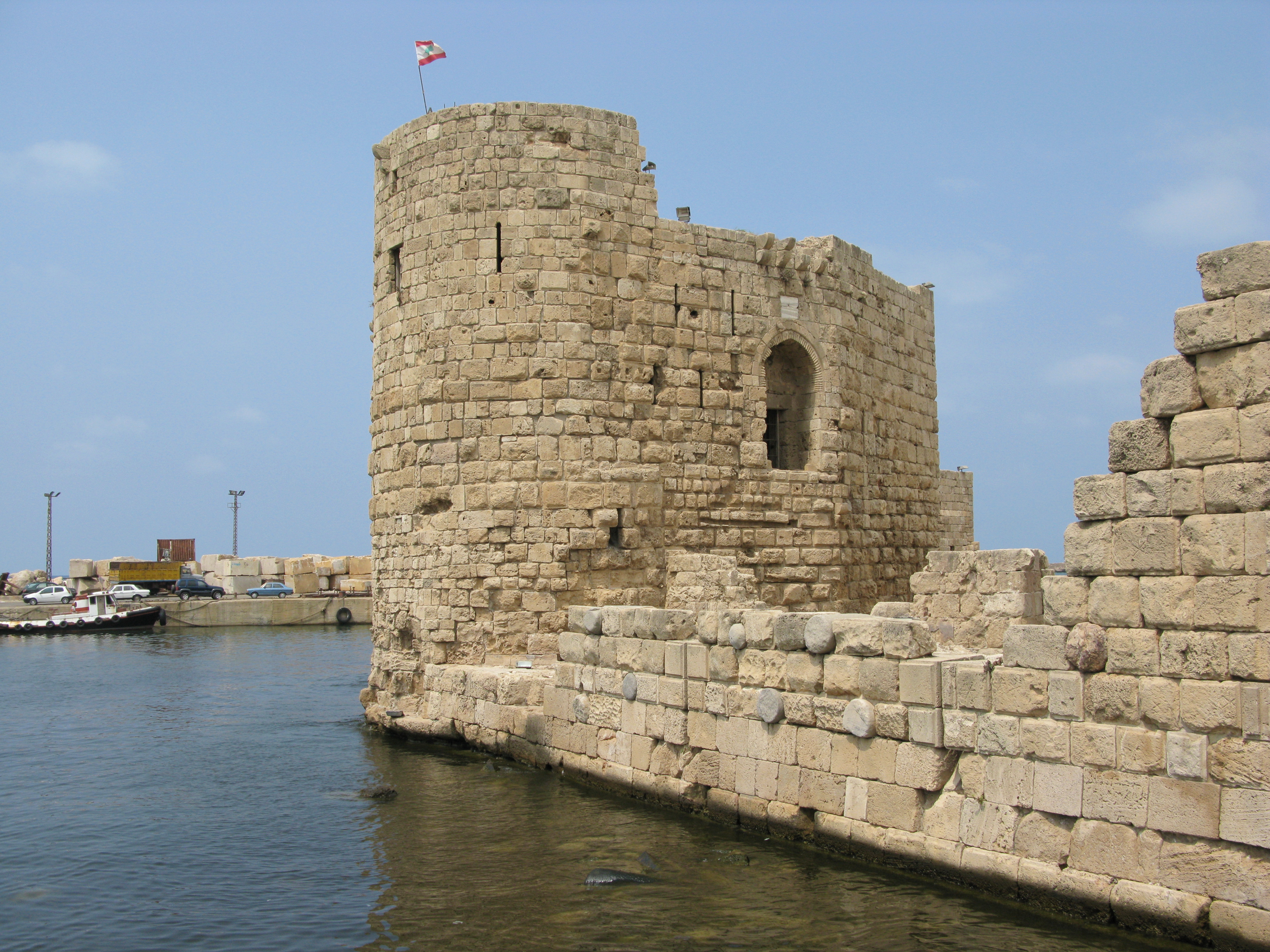
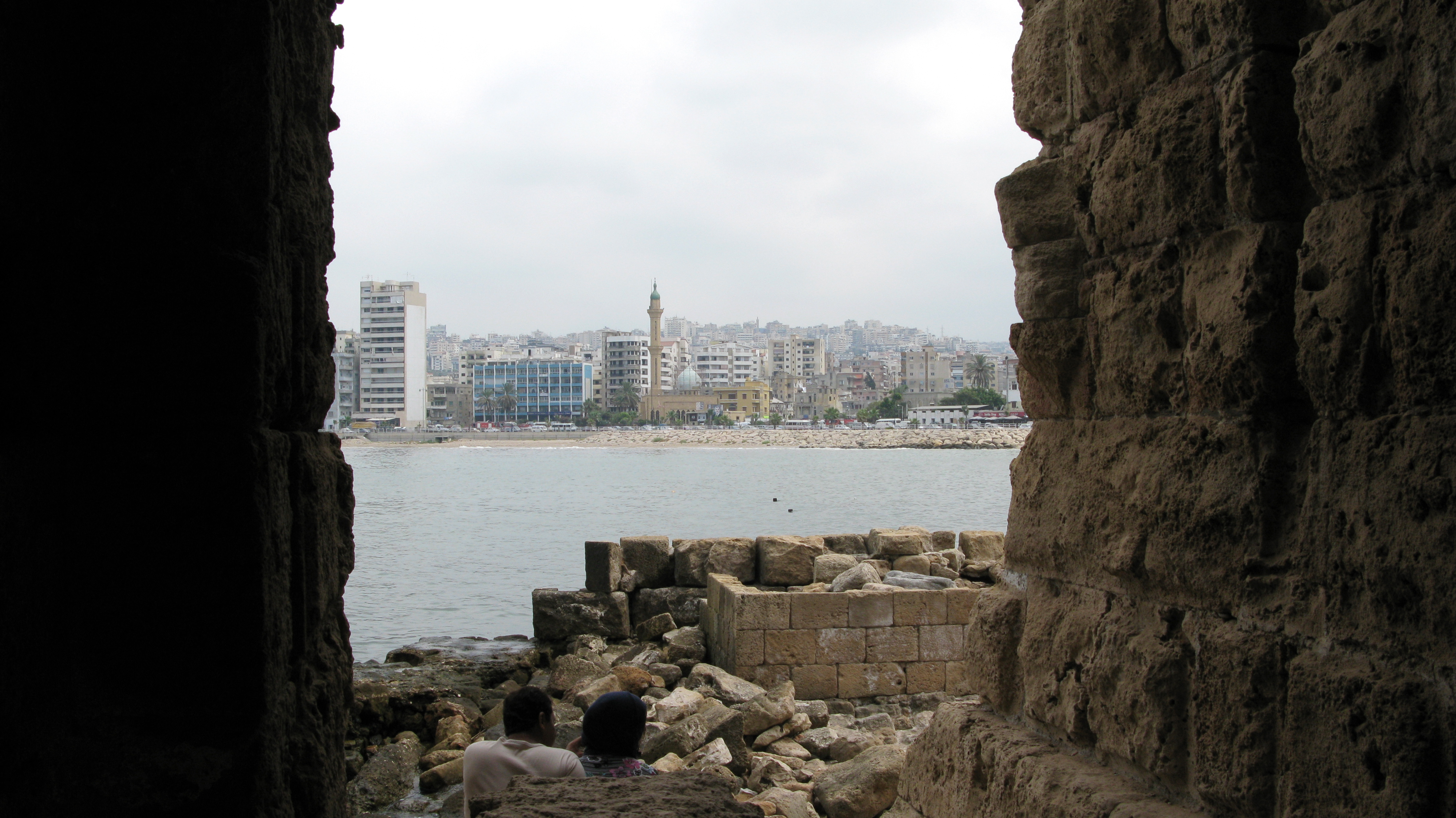